# Carol López
Carol López (Barcelona, 1969) és una directora de cinema i de teatre, dramaturga i actriu catalana.
Es va llicenciar en Dramatúrgia i Direcció Escènica a l'Institut del Teatre de Barcelona i ha participat en el Laboratori d'escriptura i dramatúrgia, organitzat per la Royal Court, l'SGAE i el STI creació contemporània 02. Ha estat becada pel Ministeri de Cultura, entre d'altres. Ha dirigit i adaptat diverses obres de teatre.
Es va donar a conèixer amb V.O.S. (Versió Original Subtitulada, 2005) al Teatre Lliure, una peça que posteriorment Cesc Gay va portar al cinema. El 2008 va estrenar Germanes, a La Villarroel, guardonada amb el Premi Max a la millor autoria teatral en català, els Premis Butaca al millor muntatge teatral de la temporada i al millor text teatral, i el Premi de la Crítica de Barcelona a la millor direcció.
Ha estat la directora artística de la sala La Villarroel per tres temporades (2010-2013).
En el camp del cinema, la Carol López ha escrit i dirigit les adaptacions de les seves obres a telepel·lícules, i ha dirigit obres d'altri.

## Obres

### Dramatúrgia
Algunes de les seves obres son:
- 2020: Bonus Track (Teatre Lliure, Barcelona)

- 2008: Germanes (La Villarroel, Barcelona)

- 2005: V.O.S. (Teatre Lliure, Barcelona)
- etc.

### Filmografia
- 2009: V.O.S.
- 2009: BCN aixeca el teló (telefilm)
- 2012: Germanes (telefilm)
- 2015: Res no tornarà a ser com abans (telefilm)

## Premis i nominacions
Nominacions
- 2013: Gaudí a la millor pel·lícula per televisió per Germanes